# Емпайр-Сіті (Оклахома)
Емпайр-Сіті (англ. Empire City) — місто (англ. town) в США, в окрузі Стівенс штату Оклахома. Населення — 703 особи (2020).

## Географія
Емпайр-Сіті розташований за координатами 34°28′39″ пн. ш. 98°3′34″ зх. д. / 34.47750° пн. ш. 98.05944° зх. д. (34.477612, -98.059441).  За даними Бюро перепису населення США в 2010 році місто мало площу 28,23 км², з яких 27,74 км² — суходіл та 0,48 км² — водойми.

## Демографія
Згідно з переписом 2010 року, у місті мешкало 955 осіб у 344 домогосподарствах у складі 292 родин. Густота населення становила 34 особи/км².  Було 369 помешкань (13/км²).
Расовий склад населення:
| - 88,4 % — білих - 4,8 % — корінних американців - 1,0 % — чорних або афроамериканців - 0,1 % — азіатів - 1,4 % — осіб інших рас |

До двох чи більше рас належало 4,3 %. Частка іспаномовних становила 4,1 % від усіх жителів.
За віковим діапазоном населення розподілялося таким чином: 23,9 % — особи молодші 18 років, 62,5 % — особи у віці 18—64 років, 13,6 % — особи у віці 65 років та старші. Медіана віку мешканця становила 43,0 року. На 100 осіб жіночої статі у місті припадало 100,2 чоловіків;  на 100 жінок у віці від 18 років та старших — 99,7 чоловіків також старших 18 років.
Середній дохід на одне домашнє господарство  становив 65 256 доларів США (медіана — 59 583), а середній дохід на одну сім'ю — 70 700 доларів (медіана — 65 125). Медіана доходів становила 50 714 долари для чоловіків та 29 375 доларів для жінок. За межею бідності перебувало 11,7 % осіб, у тому числі 30,1 % дітей у віці до 18 років та 1,4 % осіб у віці 65 років та старших.
Цивільне працевлаштоване населення становило 375 осіб. Основні галузі зайнятості: освіта, охорона здоров'я та соціальна допомога — 22,1 %, сільське господарство, лісництво, риболовля — 19,5 %, виробництво — 9,9 %, мистецтво, розваги та відпочинок — 9,6 %.